# Anthony Froshaug

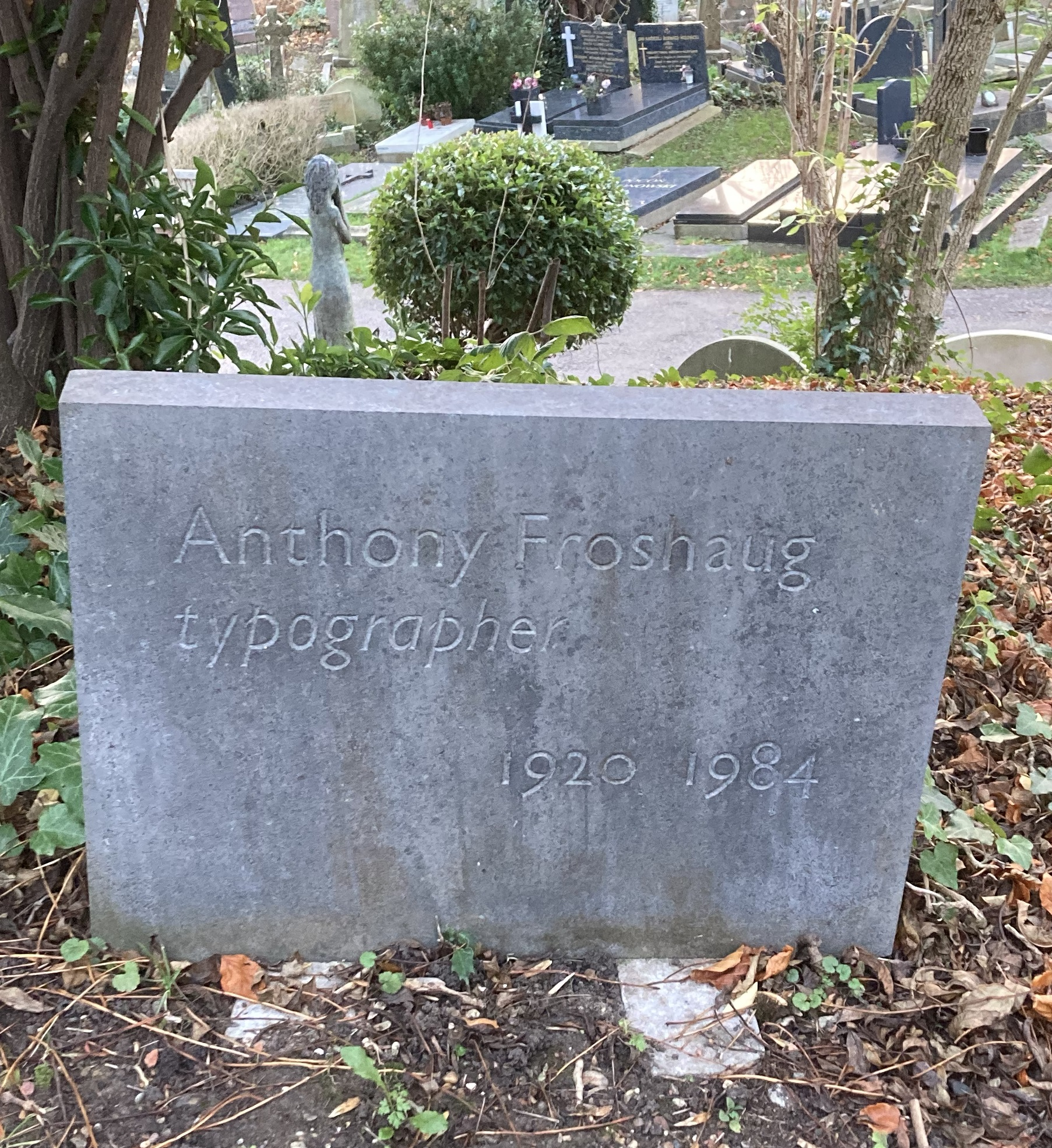
Grab von Anthony Froshaug auf dem Highgate Cemetery

Anthony Froshaug (* 20. Oktober 1920 in London; † 15. Juni 1984 ebenda) war ein britischer Grafikdesigner, Typograf und Lehrer.

## Leben
Anthony Froshaug studierte von 1938 bis 1939 Grafikdesign an der Central School of Arts in London und von 1940 bis 1943 Naturwissenschaft an der Universität London. Ab 1940 war er als selbständiger Typograf und Ausstellungsgestalter tätig.
Von 1948 bis 1949 unterrichtete er als Dozent und von 1950 bis 1953 war er Leiter der Abteilung Typografie an der Central School of Arts London. 1957 holte ihn Tomás Maldonado an die Hochschule für Gestaltung Ulm (hfg). Bis 1961 war er hier Dozent in der Abteilung Visuelle Kommunikation. Froshaug engagierte sich in der Grundlehre und war verantwortlich für die Gestaltung der Heft 1 bis 5 der Zeitschrift ulm. Heft 4 war ausschließlich Froshaugs Lehre der Visuellen Methodik gewidmet. Parallel zu seiner Lehrtätigkeit in Ulm unterrichtete er Typografie am Royal College of Art London. 1960 lehrte er als Gastprofessor an der Universität Trondheim in Norwegen und 1962 hielt er Vorlesungen über Methoden der Visuellen Kommunikation an der Kunstgewerbeschule Zürich (heute Zürcher Hochschule der Künste). Von 1967 bis 1969 studierte er Architektur an der Architectural Association London und von 1970 bis 1984 lehrte er Grafik-Design an der Central School of Art London.